# Hyalosaurus koellikeri
Hyalosaurus koellikeri é uma espécie de lagarto da família Anguidae.
Pode ser encontrada nos seguintes países: Argélia e Marrocos.
Os seus habitats naturais são: florestas temperadas, campos de gramíneas de clima temperado e pastagens.
Está ameaçada por perda de habitat.